# Webster Township (comté de Polk, Iowa)
Webster Township est un township du comté de Polk en Iowa, aux États-Unis,.
Il est fondé en 1878.

## Source de la traduction
- (en) Cet article est partiellement ou en totalité issu de l’article de Wikipédia en anglais intitulé « Webster Township, Polk County, Iowa » (voir la liste des auteurs).